# Boeslunde Sogn
Boeslunde Sogn 
ist eine Kirchspielsgemeinde (dän.: Sogn)
auf der Insel Sjælland in Dänemark.
Bis 1970 gehörte sie zur Harde Slagelse Herred im damaligen Sorø Amt, danach zur Skælskør Kommune im Vestsjællands Amt, die im Zuge der  Kommunalreform zum 1. Januar 2007 in der Slagelse Kommune in der Region Sjælland aufgegangen ist.
Im Kirchspiel leben 1412 Einwohner, davon 776 im Kirchdorf (Stand: 1. Januar 2023).

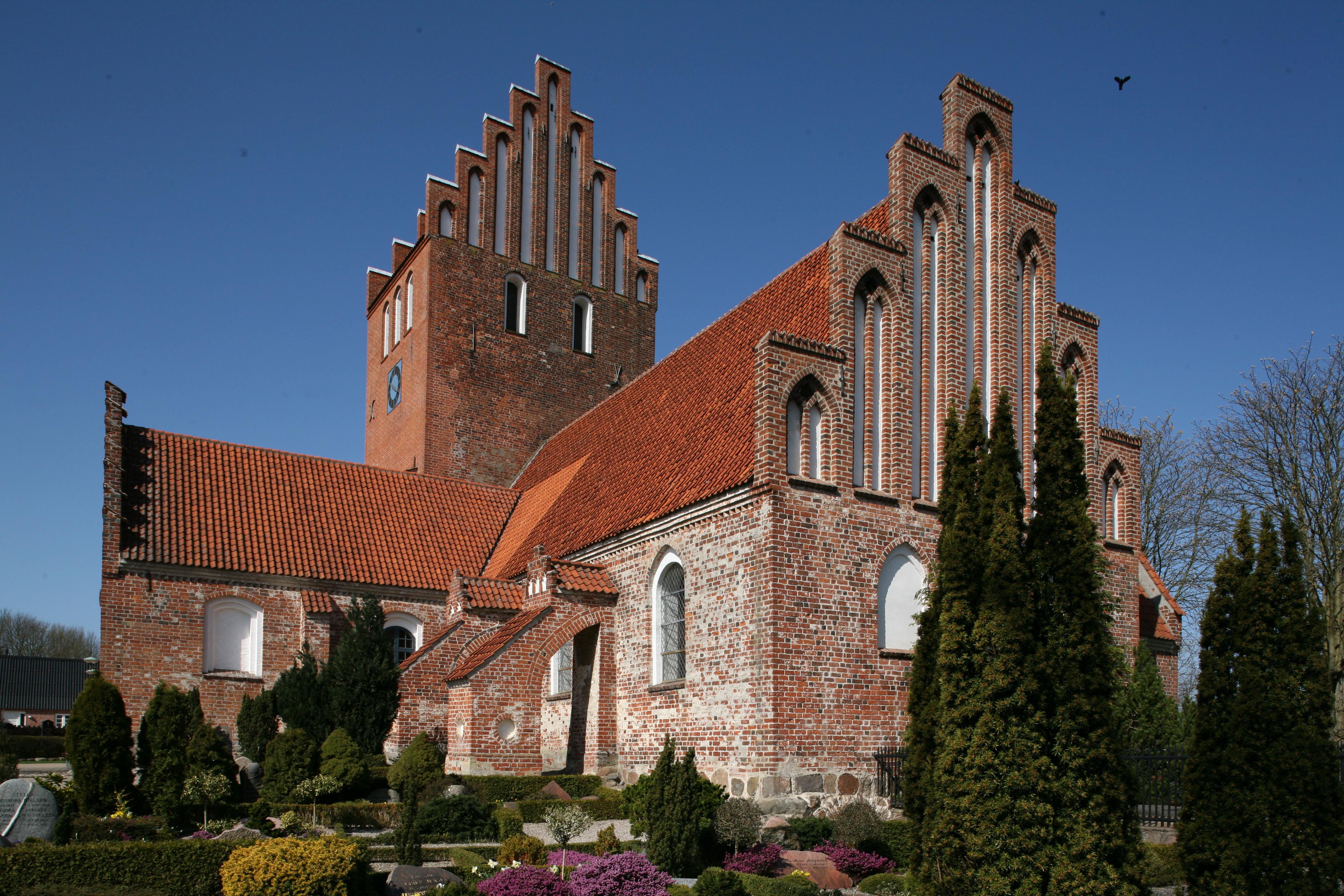
Boeslunde Kirke

Im Kirchspiel liegt die Kirche „Boeslunde Kirke“.
Nachbargemeinden sind im Nordwesten Tårnborg Sogn, im Norden Vemmelev Sogn, im Nordosten Hemmeshøj Sogn, im Osten Eggeslevmagle Sogn und im Süden Skælskør Sogn.
In der Gemeinde wurden bereits mehrere Goldfunde aus der Bronzezeit gemacht, darunter der Goldfund vom Borgbjerg und 2015 der Goldfund von Boeslunde.